# Åkerby (naturreservat)
Åkerby är ett naturreservat i Bodens kommun i Norrbottens län.
Området är naturskyddat sedan 1967 och är 0,7 kvadratkilometer stort. Reservatet omfattar en bäckravin väster om Luleälven med ett våtområde längst i väster. Reservatet består av granskog med inslag av lövträd och längst i väster finns tallskog.  